# 葆拉·拉米雷斯
葆拉·拉米雷斯·伊瓦涅斯（西班牙語：Paula Ramírez Ibáñez，1996年4月23日—），西班牙女子花样游泳运动员，2019年世界游泳锦标赛焦点自选铜牌得主、2022年世界游泳锦标赛焦点自选铜牌得主、2023年世界游泳锦标赛集体技术自选金牌得主。